# Трой (Міссурі)
Трой (англ. Troy) — місто (англ. city) в США, в окрузі Лінкольн штату Міссурі. Населення — 12 686 осіб (2020).

## Географія
Трой розташований за координатами 38°58′27″ пн. ш. 90°58′16″ зх. д. / 38.97417° пн. ш. 90.97111° зх. д. (38.974208, -90.971210).  За даними Бюро перепису населення США в 2010 році місто мало площу 19,03 км², з яких 18,92 км² — суходіл та 0,11 км² — водойми. В 2017 році площа становила 20,16 км², з яких 20,03 км² — суходіл та 0,13 км² — водойми.

## Демографія
Згідно з переписом 2010 року, у місті мешкало 10 540 осіб у 3843 домогосподарствах у складі 2727 родин. Густота населення становила 554 особи/км².  Було 4141 помешкання (218/км²).
Расовий склад населення:
| - 92,5 % — білих - 3,1 % — чорних або афроамериканців - 0,7 % — азіатів - 0,4 % — корінних американців |

До двох чи більше рас належало 2,4 %. Частка іспаномовних становила 3,0 % від усіх жителів.
За віковим діапазоном населення розподілялося таким чином: 30,5 % — особи молодші 18 років, 57,7 % — особи у віці 18—64 років, 11,8 % — особи у віці 65 років та старші. Медіана віку мешканця становила 32,2 року. На 100 осіб жіночої статі у місті припадало 90,0 чоловіків;  на 100 жінок у віці від 18 років та старших — 85,8 чоловіків також старших 18 років.
Середній дохід на одне домашнє господарство  становив 58 665 доларів США (медіана — 51 313), а середній дохід на одну сім'ю — 66 418 доларів (медіана — 58 319). За межею бідності перебувало 14,6 % осіб, у тому числі 21,8 % дітей у віці до 18 років та 8,8 % осіб у віці 65 років та старших.
Цивільне працевлаштоване населення становило 4618 осіб. Основні галузі зайнятості: освіта, охорона здоров'я та соціальна допомога — 20,6 %, виробництво — 17,5 %, роздрібна торгівля — 13,4 %.